# Нуруосманије џамија
Нуруосманије џамија (тур. Nuruosmaniye Camii) је османска џамија из 18. века која се налази у насељу Чемберлиташ у округу Фатих у  Истанбулу у Турској. 2016. године уписана је на Тентативни списак места светске баштине у Турској. Купола џамије је специфична и четврта је по величини у граду Истанбул, иза Аја Софије,  Сулејманове џамије и Фатихове џамије. Нуруосманије џамија је део већег верског комплекса који делује као центар културе, религије и образовања за околину. Прва царска џамија у Истанбулу која је у своју изградњу интегрисала и барокне и неокласичне елементе, Нуруосманије џамија је изграђена у османском барокном стилу.
Мукарне (сводови од саћа) џамије и њено закривљено двориште показују утицај барока. Џамија се налази на другом брду Истанбула, месту џамије Фатма Хутон; та џамија је изгорела због пожара. Подручје џамије Нуросманије је близу Константиновог форума, где Константинов стуб (тур. Çemberlitaş Sütunu) и даље стоји. Око џамије се налази истанбулски Велики базар (тур. Kapalıçarşı). Након изградње Султан Ахмедове џамије, џамија Нуросманије била је прва царска џамија која је саграђена у 100 година.

## Архитектура
Сматрана једном од најлепших примерака џамија у османско-барокном стилу, наручена је по налогу султана Махмуда I 1748. године, а завршена под његовим братом и наследником султаном Османом III 1755. године. Названа је Нуруосманије џамија, што значи „света османска светлост“, по Осману III, али и због 174 прозора који осветљавају хол џамије.
Молитвена сала је прекривена једном куполом пречника 25 метара и висине 43,50 метара изнад нивоа пода. Џамија користи систем гвозденог подупирања које иде од пода, преко зидова до плафона куполе. Материјал џамије израђен је од резаног камена и мермера. Општи облик зграде најбоље се описује као „напрезање свуда да би се равне линије истопиле у кривине“. Комплекс има два минарета, сваки са по два балкона. Двориште џамије је дизајнирано у облику потковице, без преседана у османским џамијама.
Џамија садржи библиотеку, медресу и гробницу. У задњем врту налази се Турбе (гробница) изграђена за Шехсувар Султан, мајку Османа III, у којој се такође налазе и други чланови краљевске породице. Остале компоненте комплекса су:
- Џамија има две капије, источну и западну капију. Западна капија има и чесму (тур. sebil). Обе капије се отварају према Великој чаршији, што омогућава проток саобраћаја.[4]
- Себил је причвршћен на спољни зид склопа и традиционално се користио за употребу воде у јавности и за абдест (прање руку) пре молитве. Тренутно се користи као продавница тепиха.[7]
- Медреса, (исламска школа) се састоји од 20 куполастих соба и једне велике учионице (тур. dershane).
- Имарет, или јавна народна кухиња се надовезује на медресу.
- Библиотека је засебна једноспратна зграда у Кулију са приватним улазом за султана. Књиге и рукописи, од којих се неки и данас чувају на лицу места, део су веће библиотеке Сулејманије. У тим делима су се првобитно налазиле личне колекције Махмуда I и Османа III са укупно 7.600 томова, од чега су 5052 рукописи.
- Колиба Хункар Касри, колиба за султана и краљевску породицу, је троспратница са приватним приступом. У случају џамије Нуруосманије, кућа има приступ Хункар Махфили у оквиру молитвене сале.[8]
- Светла: Прозори на зидовима џамије омогућавају приступ природног светла. Кружно двориште је још један пут кроз који тече природна светлост. Поред тога, кружне лампе у османском стилу омогућавају светлост ноћу.
- Орнаменти: Сводови џамије су барокни и главни облик украса. Џамија је обложена златном куранском калиграфијом и има медаљон са именом Алаха и  Мухамеда на пендантивима структуре. Два танка минарета које украшавају спољашњост џамије пример су османске структуре заједно са главном полукуполом и мини полукуполима дворишних зидова.

## Локација
Џамија стоји на другом брду Истанбула. С обзиром да је џамија уздигнута изнад околине, улаз је степеницама и до капије. Локација комплекса је окружена многим продавницама, предузећима и Великим базаром. Султан је знао, будући да је то било тако напредно и комерцијално активно подручје, да ће муслиманима бити погодно место за похађање молитве. Џамија је такође служила као подсетник народу на присуство државе и султана током времена политичке и економске несреће. Ахмед Ресми Ефенди прича причу о томе како је султана, пре изградње комплекса, дочекивао духовни старац, који је плакао, молио се за његово здравље и преклињао да одлучи и да сагради џамију на том одређеном парчету земље. Након овог инцидента Султан је наводно одлучио да започне изградњу. Комплекс се такође налази преко пута Капије 1 за Велику чаршију. Константинов стуб, историјска џамија Гази Атик Али-паша и модерна железничка станица Чемберлитас налазе се директно јужно од џамије на 400 метара.

## Обнова (2010–2012)
Комплекс је током свог живота неколико пута преуређиван, али комбинација фактора околине, неодржавања, загађења ваздуха и оригиналних грађевинских недостатака значајно је погоршала стање комплекса. Као резултат, од 2010-2012. године архитекте ФОМ групе спровеле су кампању обнове од 20 милиона лира (3,5 милиона америчких долара). Најтеже питање комплекса било је питање воде. Куполе које су цуриле поново су запечаћене готово оригиналним оловним премазом примењеним на традиционалан начин, дренажни системи су очишћени од песка и шљунка и обновљени, а подруми су обновљени. Зидови џамије били су јако поцрнели, било је потребно пескарење и прање под притиском. Остале компоненте џамије као што су мермер, дрво, гвожђе и стакло сечене су и замењиване ако су биле озбиљно оштећене.
Током кампање рестаурације дошло је до неколико открића која унапређују статус џамије као архитектонског достигнућа и историјског подручја:
- У процесу стругања старих дотрајалих ламинарних украса пронађени су, сачувани и постављени чак и старији ручно цртани украси.[тражи се извор]
- Откриће активне цистерне испод џамије, која је према речима провинцијског директора Фондација Ибрахима Озекинција захтевала уклањање слузи из цистерне од "420 камиона". Тада су постале видљиве величанствена галерија, цистерна и водомер. Османлије су користиле савремени систем према савременим прописима о земљотресима.[11] Цистерна се простире на површини од 2.242 квадратна метра, има 825 квадратних метара корисне површине и сматра се будућом локацијом музеја.
- Откривено је да џамија лежи на старијој структури која је изграђена помоћу темеља са шиповима. Најстарији такав темељ у историји турске архитектуре пронађен до данас.[12]

## Тренутна улога
Историјско место и запажена знаменитост у истанбулском туризму, џамија се свакодневно користи као богомоља. Изложба уметности Једитепе Бијенале, организована под управом турског председника Реџепа Тајипа Ердогана, користила је цистерну комплекса за приказивање уметничких дела која су представљала и традиционалну и модерну турску уметност.

## Галерија
- Одељак и план џамије објавио Корнелијус Гурлит 1912.
- Историјска фотографија из 1870-их.
- Минарет
- Прозори
- Трем
- Фонтана и улаз у џамију Нуруосманије
- Нуруосманије џамија са југа
- Екстеријер џамије Нуруосманије
- Екстеријер џамије Нуруосманије
- Екстеријер џамије Нуруосманије
- Нуруосманије џамија, детаљ улаза из дворишта
- Унутрашњост џамије Нуруосманије
- Нуруосманије џамија са одељком за султана
- Унутрашњост џамије Нуруосманије
- Унутрашњост џамије Нуруосманије